# Música psicadélica

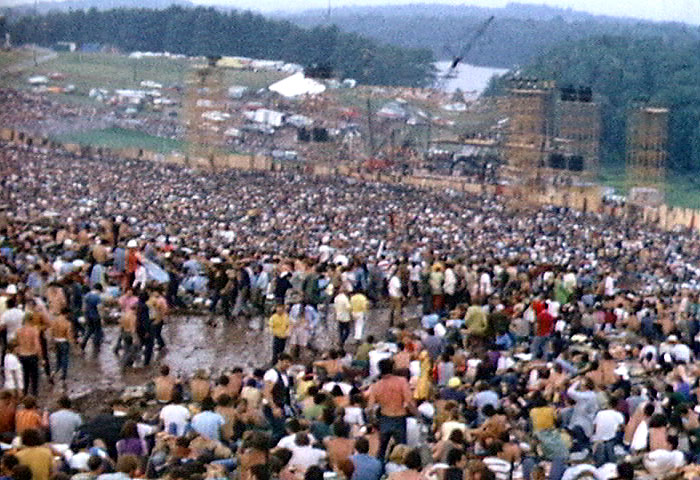
Festival de Woodstock em 1969.

A música psicodélica (português brasileiro) ou música psicadélica (português europeu) (às vezes chamada de psicodelia) é uma ampla gama de estilos e gêneros musicais populares influenciados pela psicodelia dos anos 1960, uma subcultura de pessoas que usavam drogas psicoativas como LSD, cogumelos psilocibinos, mescalina e DMT para experimentar alucinações visuais e auditivas, sinestesia e estados alterados de consciência. A música psicadélica também pode ter como objetivo aprimorar a experiência de uso dessas drogas.
A música psicadélica surgiu durante a década de 1960 entre bandas de folk e rock nos Estados Unidos e no Reino Unido, criando os subgêneros de folk psicodélico, rock psicodélico, acid rock e pop psicodélico antes de declinar no início dos anos 1970. Numerosos sucessores espirituais se seguiram nas décadas seguintes, incluindo rock progressivo, krautrock e heavy metal. Desde a década de 1970, os revivals incluíram funk psicodélico, neopsicodelia e stoner rock, bem como gêneros de música eletrônica psicadélica, como acid house, trance e new rave.

## História

### Anos 1960
O estilo surgiu em 1965, em Cambridge, Inglaterra com a banda inglesa Pink Floyd, e mais especificamente a música do líder do Floyd Syd Barrett, o grupo passou a se apresentar em locais pequenos e era a banda preferida do underground britânico. o primeiro single do Pink Floyd, Arnold Layne era a história de uma travesti que roubava roupas íntimas, um tema diferente para o mainstream,  a Radio London considerou a música muito distante do "normal" para seus ouvintes. O segundo See Emily Play era a história de uma jovem antiaristocrática, a música atingiu o top 10 e definiu um novo estilo psicodélico que ampliava a mente com temas geralmente retirados de contos de fadas, astronomia e fantasia, e  era o rock flertando com a extravagância, excentricidade e loucura, as letras eram unidas a melodias complexas e instrumentais diferentes com vários efeitos e instrumentos incomuns. No entanto a Inglaterra demorou muito a aceitar o novo estilo.
Logo o rock psicodélico se espalhou de São Francisco para o resto dos Estados Unidos. A banda The 13th Floor Elevators, de Austin, Texas, passou a fazer uma variante mais sombria e pesada do rock psicodélico, o acid rock. Na costa leste dos Estados Unidos o Velvet Underground simbolizava uma versão mais descontraída e niilista do movimento, aderindo às técnicas sonoras mas se distanciando da cultura hippie. Os The Byrds também contribuíram para o movimento com "Eight miles high" uma música com harmonias vocais ímpares e longos solos de guitarra de Roger McGuinn que diz ter sido inspirado por raga e John Coltrane.  Este estilo chegou também à Soul Music, com o nome de "psychedelic soul", produzindo êxitos como, "Ball of confusion" e "Psychedelic shack" dos The Temptations e "Reflections" por The Supremes, tendo acabado por aí.
Na Inglaterra, apesar da "revolução psicodélica" ter ocorrido mais tarde, o impacto não foi menor.  Músicos consagrados como Beatles, The Animals e The Who produziram um grande número de músicas psicodélicas.  No caso dos Beatles, é particularmente o caso de Sgt. Pepper's Lonely Hearts Club Band, que incluía a faixa "Lucy in the sky with diamonds'' que teria as iniciais "LSD", embora John Lennon, o autor sempre dissesse tratar-se de uma coincidência e que o nome da música era baseado num desenho feito pelo seu filho. Rubber Soul, Revolver, Magical Mystery Tour e Yellow Submarine foram outros álbuns da banda de Liverpool que incluíam músicas psicodélicas. Os Animals, que nesse época possuíam apenas um dos integrantes originais e não detinham mais tanto sucesso, porém, conseguiram emplacar hits como: Sky Pilot, Monterey e San Franciscan Nights.
A música dos Beach Boys tornou-se mais psicodélica devido ao aumento do uso de drogas por parte de Brian Wilson, compositor, produtor e orquestrador do grupo. Álbuns como Pet Sounds, Smile de Wilson, nunca editado, o Smiley Smile e Wild Honey mostram essa crescente experiência.
A música do Cream é também representativa do movimento psicodélico na Inglaterra. A Joe Meek, produtor independente, é atribuída a invenção do phasing sound, notavelmente mostrado pela primeira vez no êxito da banda Status Quo intitulado "Pictures of Matchstick Men" mas também ouvido em "See Emily Play", "The Lemon Pipers" e "Green Tambourines" do Pink Floyd, em "Silver Machine" do Hawkwind, "I Can See for Miles" e "Pictures of Lily" do the Who, em "Strawberry Fields Forever" dos Beatles.
Um bom número de bandas que foram pioneiras nesse gênero, abandonaram o estilo no fim da década de 1960. Um ambiente político hostil e a entrega do underground às anfetaminas, à heroína e à cocaína, levaram a que a música se tornasse cada vez mais pesada. Ao mesmo tempo, Bob Dylan editava "John Wesley Harding" e The Band, "Music from Big Pink", álbuns que se voltaram para as raízes, o que foi seguido por muitas bandas dos dois lados do Atlântico, tendo inclusivamente Eric Clapton citado "Music from Big Pink" como sendo a primeira razão para ter abandonado o Cream.
Os músicos e bandas que continuaram com a psicodelia tornaram-se os criadores do rock progressivo nos anos 1970, que mantendo o gosto pelos sons estranhos e longos solos, adicionaram influências do jazz e da música clássica à nova mistura. O Yes é um exemplo dessas bandas, que se formou a partir de três grupos de rock psicodélico, os "Syn" donde saiu Chris Squire, "Tomorrow", de onde saiu Steve Howe e "Mabel Greer's Toy Shop" de onde veio Jon Anderson. O King Crimson também apresenta elementos psicodélicos, mas o Gong é o maior representante da psicodelia no rock progressivo, principalmente em seus discos iniciais - a trilogia "radio gnome invisible" é o maior exemplo.
O Pink Floyd e o Velvet Underground são considerados os precursores da música psicodélica, pois usavam letras excêntricas e arranjos experimentais muito antes do outros; no entanto, a música é apresentada mundialmente pelos Beatles com seu Sgt Pepper's, por isso sempre ocorre o engano de apresentar os Beatles como os iniciantes desse estilo de música.

## Funk, soul e hip hop
Após o trabalho de Jimi Hendrix no final dos anos 1960, a psicodelia começou a ter um impacto generalizado nos músicos afro-americanos. Artistas de funk negro como Sly & the Family Stone emprestaram técnicas do rock psicodélico, incluindo pedais wah, distorções fuzz, câmaras de eco e distorcedores vocais, bem como elementos de blues rock e jazz. Nos anos seguintes, grupos como o Parliament-Funkadelic continuaram com essa sensibilidade, empregando sintetizadores e trabalho de guitarra voltado para o rock em jams de funk abertos. O produtor Norman Whitfield utilizaria esse som em gravações populares da Motown, como "Cloud Nine" dos Temptations (1968) e "I Heard It Through the Grapevine" (1969) de Marvin Gaye.
Influenciado pelo movimento dos direitos civis, o soul psicodélico tinha um lado mais sombrio e político do que muito rock psicodélico. Com base no som funk de James Brown, foi criado por Sly & the Family Stone com canções como "Dance to the Music" (1968), "Everyday People" (1968) e "I Want to Take You Higher" (1969) e The Temptations com "Cloud Nine", "Runaway Child, Running Wild" (1969) e "Psychedelic Shack" (1969).
O hip hop psicodélico surgiu no final dos anos 1980, quando os rappers começaram a experimentar grooves mais suaves, com o álbum de estreia de De La Soul, 3 Feet High and Rising (1989).

## Fusão com a música eletrônica

### Bandas mais recentes
Os Phish, formados no início da década de 1980, tocavam música psicadélica com forte influência de jazz com grande destreza técnica utilizavam melodias elaboradas e complexos arranjos rítmicos. A meio dos anos 1980 os Paisley Underground fizeram um tribute ao Byrds incorporando o psicadélico em ritmos folk. Os The Bangles foram o grupo de maior sucesso a emergir deste movimento, juntamente com os Green on Red e os Dream Syndicate.
Mais recentemente o grupo Kula Shaker mesclaram música índia/indiana e britpop a influências psicadélicas no seu álbum "Peasants, Pigs and Astronauts". Banda como os Ozric Tentacles e os Gorky’s Zygotic Mynci continuam a tocar música psicadélica numa tradição que remonta aos anos 1960 via Steve Hillage, Gong e seus projectos paralelos.
Bandas como os Anomie e My Bloody Valentine são exemplos da psicadelia de garagem, citando os Pink Floyd e os Hawkwind como as suas influências musicais. Algumas bandas de música electrónica ou influenciada por esta e agora chamada de "música ambiente" ou trance, seriam bandas psicadélicas entre 1966 e 1990, tais como, Aphex Twin ou Orbital. Kyuss e seus sucessores também carregaram , embora enfatizando mais as batidas eletrônicas do que o "clima do rock psicadélico em si", a bandeira do psicadélico até aos nossos dias. Os Smashing Pumpkins fundiram o rock psicadélico com o heavy metal tornando-se numa banda de sucesso the rock alternativo nos anos 1990. Formando-se a partir do noise underground japonês os Acid Mother Temple misturaram de Blue Cheer e o psicadelismo de Grateful Dead.
Wellwater Conspiracy, banda do baterista Matt Cameron (Temple of the Dog, Soundgarden e Pearl Jam), é uma das bandas que têm bastante influência do rock psicodélico, usado junto com garage rock e rock alternativo.